# Crkva sv. Mihovila u Prenju
Crkva sv. Mihovila je katolička župna crkva u Prenju u Bosni i Hercegovini.

## Povijest
U župi je najprije, 1837. godine, izgrađena župna kuća koja je služila kao kapela. Dozvola za gradnju crkve dobivena je 1857., a s gradnjom je započeo don Vidoje Maslać 1859. godine. Crkvu je završio don Stjepan Putica 1869. godine. Dana 20. svibnja te godine blagoslovio ju je dubrovački biskup i apostolski upravitelj trebinjsko-mrkanski Vinko Čubranić. Crkveni toranj sa zvonima dovršen je 1879. godine.
Crkva je više puta obnavljana. Jedna od obnova izvršena je za 1.000 godišnjicu krunidbe hrvatskog kralja Tomislava, 1925. godine. Zadnja obnova bila je 2019. godine te je završena 2023. godine. Dana 12. svibnja 2023., crkvu je posvetio biskup Petar Palić.

## Poveznice
- Prenj (Stolac, BiH)

### Knjige
- Šutalo, Ivo. 2023. Nastanak i razvoj župa na području Trebinjsko-mrkanske biskupije i sakralni objekti po župama.   Puljić, Ivica; Marić, Marinko (ur.). Trebinjsko-mrkanska biskupija: Zbornik radova povodom obilježavanja 1000. obljetnice prvoga pisanog spomena Trebinjske biskupije i 700. obljetnice prvoga pisanog spomena Mrkanske biskupije. Trebinjsko-mrkanska biskupija. Mostar.

### Mrežna sjedišta
- Posvećena župna crkva u župi sv. Mihovila Arkanđela u Prenju. Crkva na kamenu. Pristupljeno 9. lipnja 2023.